# جان بيار ميشيل
جان بيار ميشيل (بالفرنسية: Jean-Pierre Michel)‏ هو سياسي فرنسي، ولد في 5 أغسطس 1938 في نيم في فرنسا. حزبياً، نشط في الحزب الاشتراكي.

## مناصب
- انتخب نائب فرنسي عن دائرة الدائرة الثانية في سون العليا [الإنجليزية]‏ خلال فترته النيابية  [لغات أخرى]‏ (12 يونيو 1997 – 18 يونيو 2002).
- انتخب نائب فرنسي عن دائرة الدائرة الثانية في سون العليا [الإنجليزية]‏ خلال فترته النيابية  [لغات أخرى]‏ (2 أبريل 1993 – 21 أبريل 1997).
- انتخب نائب فرنسي عن دائرة الدائرة الثانية في سون العليا [الإنجليزية]‏ خلال فترته النيابية  [لغات أخرى]‏ (23 يونيو 1988 – 1 أبريل 1993).
- انتخب عضو مجلس الشيوخ الفرنسي.
- انتخب رئيس بلدية [الإنجليزية]‏ Héricourt, Haute-Saône [الإنجليزية]‏ (13 مارس 1983 – 30 سبتمبر 2004).
- انتخب نائب فرنسي عن دائرة دائرة سون العليا (1986 - 1988) ‏ خلال فترته النيابية  [لغات أخرى]‏ (2 أبريل 1986 – 14 مايو 1988).
- انتخب نائب فرنسي عن دائرة الدائرة الثانية في سون العليا [الإنجليزية]‏ خلال فترته النيابية  [لغات أخرى]‏ (2 يوليو 1981 – 1 أبريل 1986).